# Екологично бедствие
Екологичното бедствие е трайно влошаване на качествата на околната среда, засягащо обширни територии или акватории, което надхвърля възможностите на екосистемите за саморегулация с присъщите им механизми за поддържане на естественото екологично равновесие.
Често това влошаване на условията за живот е необратимо (ставайки катастрофа). По този начин се причинява нарушаване на екосистемите и замяната им с друг тип екосистеми.
Под екологично бедствие обичайно се има предвид резултат от човешка дейност, което го различава от понятието за природно бедствие. Прави се разлика и от резултат от умишлени военни действия, с които се вреди на околната среда, например от ядрени бомбардировки.
По отношение на живите организми (в това число - и на самите хора) екологичните бедствия водят до коренна промяна на условията на живот за дълги периоди от време, при което някои видове биха могли да оцелеят и дори - да разширят присъствието си, други да не успеят да се приспособят към новите условия и да изчезват от природата, а популациите и ареалът на трети да намалеят или да изместят в пространството (т.е. организмите трайно да мигрират) .